# Gawhar Shad
Gawhar Shad o Goharshād (1378-1459) fou una reina timúrida, esposa de Xah Rukh. Era filla del noble Ghiyath al-Din Terkhan, i portaven el títol de tarkhans o therkhans concedit pel mateix Genguis Kan. Fou aquesta reina la que va induir a Xah-Rukh a no mantenir la capital a Samarcanda després de la seva conquesta el 1409 i mantenir la capital a Herat que ja era la seva residència abans de dominar Transoxiana amb Samarcanda, la capital de Tamerlà. Els seus germans (els amirs Ali Terkhan i Hasan Sufi Terkhan) i alguns parents van tenir importants càrrecs a la cort i dues germanes es van casar amb fills de Umar Xaikh (nets per tant de Tamerlà). Fou patrona de la cultura persa i amb el seu marit van portar a un renaixement cultural de les arts, atraient a Herat a artistes, arquitectes, filòsofs, poetes i altres savis; encara avui els millors exemples de l'arquitectura timúrida de l'època es poden veure a Herat. Del 1416 al 1418 es van construir per la seva iniciativa les mesquites catedrals de Dar al-Siyada i Dar al-Huffaz, a Meixad i el 1418 van començar les tasques del anomenat complex Gawharshad a Herat (mesquita i madrassa) que es va acabar el 1437/1438.
El 1444/1445 Xah-Rukh es va posar malalt i Gawhar Shad va fer reconèixer hereu al seu net preferit Ala al-Dawla Abd Allah (al que havia criat), forçant al cap militar Jalal al-Din Firuz Xah a jurar-li fidelitat, però després el vell sultà es va recuperar i aquest nomenament va quedar en suspens. A la mort del seu marit el 13 de març de 1447 a Rayy va intentar imposar com a successor al seu net Ala al-Dawla Abd Allah. Encara que ho va aconseguir després de la derrota d'Abd al-Latif Mirza, fill d'Ulugh Beg que era l'altre pretendent (i fill de l'únic fill viu de Xah-Rukh) a Nixapur el 20 d'abril de 1447, però Ala al-Dawla fou foragitat després de la derrota a la batalla de Tarnab la primavera del 1448.
Va retornar quan Sultan Muhammad Mirza de Fars i l'Iraq va ocupar Herat la primavera del 1450, i va restablir a Ala al-Dawla, però fou enderrocat al cap de poc temps quan Sultan Muhammad Mirza fou derrotat i executat (final de 1450 o començaments de 1451). Hauria viscut sota el seu net Babur Mirza fins a la seva mort el 1457; el fill Shah Mahmud, d'11 anys, el va succeir breument fins que Ibrahim ibn Ala al-Dawla va prendre el poder amb l'acord del seu pare, però l'estiu del 1458 Ibrahim i el seu pare foren expulsats per Jahan-Xah dels kara koyunlu.
Fou executada quan tenia més de 80 anys, per ordre del sultà Abu Saïd (que havia ocupat Herat el novembre de 1458) el 1459.